# Michel Petit
Michel Petit (* 12. Februar 1964 in Saint-Malo, Québec) ist ein ehemaliger kanadischer Eishockeyspieler, der während seiner aktiven Karriere zwischen 1981 und 2002 unter anderem für die Vancouver Canucks, New York Rangers, Nordiques de Québec, Toronto Maple Leafs, Calgary Flames, Los Angeles Kings, Tampa Bay Lightning, Edmonton Oilers, Philadelphia Flyers und Phoenix Coyotes in der National Hockey League sowie die Frankfurt Lions in der Deutschen Eishockey Liga auf der Position des Verteidigers gespielt hat.

## Karriere
Petit war im Juniorenbereich ein herausragender Spieler in der Québec Major Junior Hockey League, wo er zwischen 1981 und 1983 für die Castors de Sherbrooke und Castors de Saint-Jean spielte. Der Verteidiger brillierte durch seine Mischung aus technischem Können und entsprechender Härte. In dieser Zeit wurde er zweimal ins First All-Star-Team der Liga berufen und erhielt zudem die Trophée Raymond Lagacé als bester defensiver Rookie der Saison. Des Weiteren erhielt er die Trophée Michael Bossy, nachdem er im NHL Entry Draft 1982 an elfter Gesamtposition von den Vancouver Canucks aus der National Hockey League ausgewählt worden war. Die Trophäe prämiert den als ersten Spieler aus der QMJHL gezogenen Spieler im Draft.

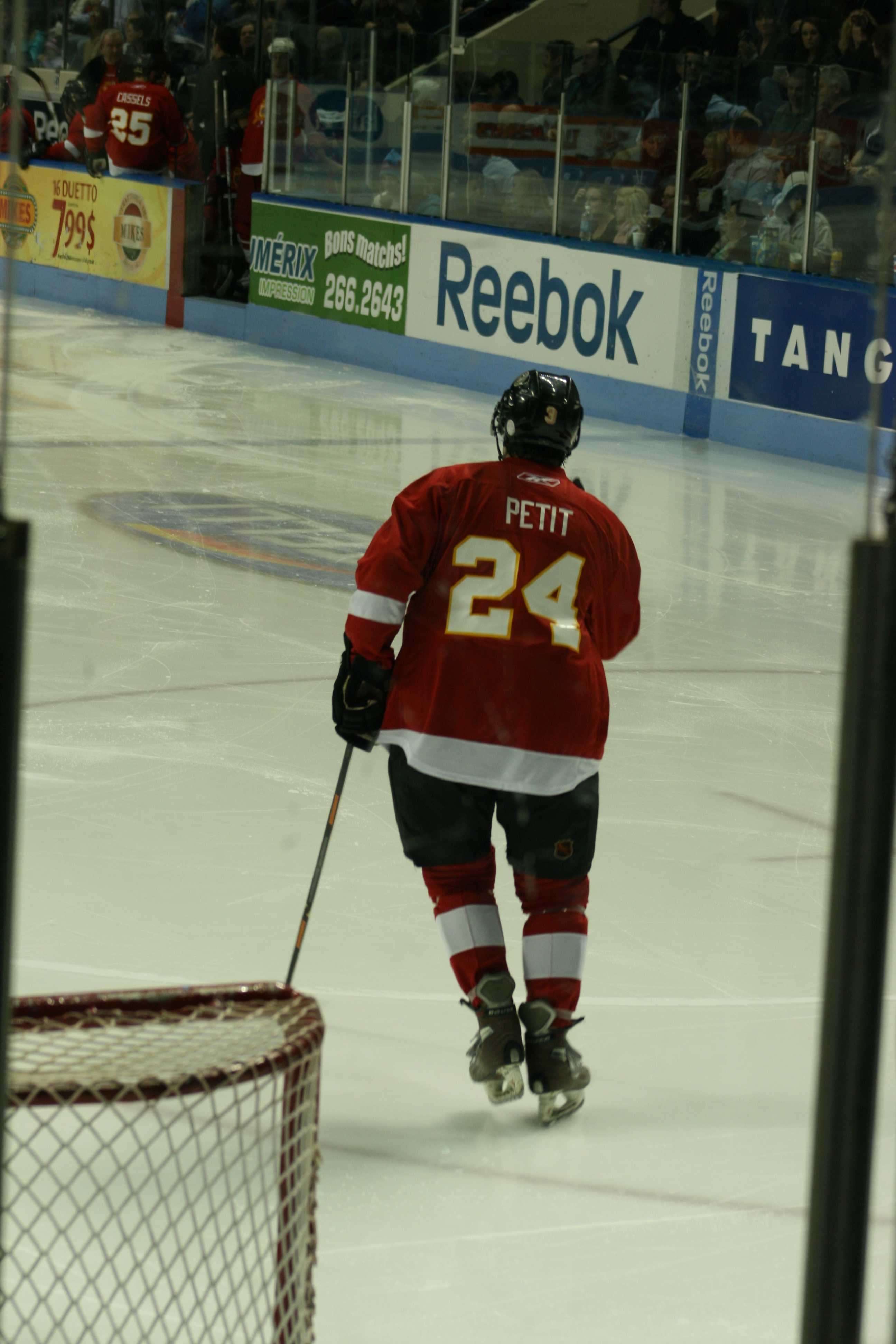
Michel Petit (2009)

Zur Saison 1983/84, die er teilweise auch mit dem kanadischen Nationalteam verbrachte, wechselte Petit ins Profilager zu den Canucks, die auf der Suche nach einem Spieler mit den Fähigkeiten Petits waren. In den viereinhalb Jahren in Vancouver konnte der Abwehrspieler die Erwartungen aber nie ganz erfüllen und wurde im November 1987 im Austausch für Willie Huber und Larry Melnyk an die New York Rangers abgegeben. Bei den Rangers verbrachte zwei Jahre und kam in beiden Spielzeiten jeweils auf beachtliche 33 Scorerpunkte. Dennoch trennten sich die Rangers kurz vor dem Beginn der Saison 1989/90 von ihrem Abwehrmann und gaben ihn im Tausch für Randy Moller an die Nordiques de Québec ab. Dort bestritt Petit mit 36 Scorerpunkten die bis dato beste Spielzeit seiner Karriere. Auch in die folgende Saison startete der Kanadier erfolgreich, war dann aber erneut Teil eines Transfergeschäfts. Mit Aaron Broten und Lucien DeBlois wechselte er zu den Toronto Maple Leafs, die wiederum Scott Pearson und ihre Zweitrunden-Wahlrechte in den NHL Entry Drafts 1991 und 1992 nach Québec abgaben. Bei den Maple Leafs wurde Petit aber ebenso wenig sesshaft wie bei den Calgary Flames, Los Angeles Kings, Tampa Bay Lightning, Edmonton Oilers, Philadelphia Flyers und Phoenix Coyotes, für die er bis zum Ende des Spieljahres 1997/98 auflief. Ebenso war er immer wieder von Verletzungen gebeutelt. Eine solche limitierte ihn auch in der Saison 1998/99, in der er lediglich sechs Spiele für die Las Vegas Thunder in der International Hockey League absolvierte, nachdem er sich in der Saisonvorbereitung schwer verletzt hatte.
Zur Saison 1999/2000 verschlug es Petit nach Europa, wo er für die Frankfurt Lions in der Deutschen Eishockey Liga auflief. Im November 2000 kehrte er allerdings nach Nordamerika zurück und bestritt den Rest der Spielzeit 2000/01 bei den Chicago Wolves in der IHL. Seine letzte Station war der italienische Klub HC Bozen, dem er sich Februar 2002 anschloss und für diesen 14 Spiele absolvierte. 

### International
Auf internationaler Ebene kam Petit bei der Weltmeisterschaft 1990 in der Schweiz zu Einsätzen für sein Heimatland. In acht Turnierspielen kam er dabei auf eine Torvorbereitung und belegte mit dem Team am Ende den vierten Platz.

## Erfolge und Auszeichnungen
- 1982 Trophée Raymond Lagacé
- 1982 QMJHL First All-Star Team
- 1982 Trophée Michael Bossy
- 1983 QMJHL First All-Star Team